# Dejan Ajdačić
Dejan Ajdačić (Servisch: Дејан Ајдачић), geboren op 22 januari 1959, is een Servisch slavist, filoloog, folklorist, etnolinguïst, literair criticus, vertaler en uitgever.

## Biografie

### Opleiding
Hij groeide op in Belgrado als zoon van fysiochemici Nadežda en Vladimir Ajdačić. Hij was achtereenvolgens leerling van Basisschool "Drinka Pavlović", de Vijfde Humaniora van Belgrado, en de hogere muziekschool "Stanković" (afdeling viool). Hij studeerde Joegoslavische en wereldliteratuur aan de Letterenfaculteit in Belgrado, en gradueerde er in 1984 met een scriptie over "Kleuren in de Servische nationale poëzie". Aan de Letterenfaculteit van de Universiteit van Belgrado behaalde hij zijn magisterium in 1986 met een thesis over de verbeelding van liefde en schoonheid in de poëzie van de Petrarchisten van Dubrovnik, en verdedigde hij in 2000 zijn doctorsdissertatie over "De wereld der demonen in de literatuur van de Servische romantiek".

### Werk in Belgrado
Van 1986 tot 1987 werkte hij bij de Stichting Vuk Karadžić (als eerste werknemer sinds de oprichting ervan), en van 1988 tot 2002 werkte hij op de afdeling Volksliteratuur van de Universiteitsbibliotheek van Belgrado bij de Nalatenschap van Vojislav M. Jovanović. In het huis van de legator, schrijver en folklorist stond hij in voor het onderhoud van de bibliotheek van de schenker en van zijn nalatenschap, organiseerde hij debatten en promoties/evenementen over nationale cultuur, zoals de conferentie "The Magical and Aesthetic in the Folklore of the Balkan Slavs" (1993). In samenwerking met Ilija Nikolić redigeerde hij de "Zbornik radova o narodnoj književnosti" (Verzamelde artikelen over volksliteratuur) van Vojislav M. Jovanović, en samen met Milanka Todić en collega’s gaf hij bekendheid aan diens werk als amateur-fotograaf. Van 2002 tot de herfst van 2003, als waarnemend algemeen directeur van de Universiteitsbibliotheek, richtte hij de Oostenrijkse Bibliotheek in voor opening, lanceerde hij een aantal tentoonstellingen van de themacyclus “Wij en anderen” (over Servische relaties met de Hongaren, Bulgaren, Arabieren, Duitsers), alsook de cyclus "Grote namen van de Universiteit van Belgrado", "Internet en maatschappij", hij bracht gesprekken op gang over de reconstructie van het interieur van de bibliotheek, en nam deel aan de implementering van het TEMPUS-programma. 

### Werk in Kiev
Sinds 2003 woont en werkt hij in Kiev, waar hij als Servisch docent verbonden is aan de afdeling Slavische Filologie van het Instituut voor Filologie aan de Taras-Shevchenko-Staatsuniversiteit van Kiev. Als hoofddocent (tot 2013) en als gewoon hoogleraar (sinds 2013) doceert hij er Servische taal en literatuur en een aantal Slavistiekvakken. Hij is stichter en editor van de reeks "Ukras: Oekraïens-Servische papers” (sinds 2006), werkte mee aan de samenstelling van de bibliografie van Oekraïense vertalingen en studies van Servische folklore en literatuur (2005), en gaf de anthologie "De moderne Servische dramaturgie" uit (2006). Door het bijeenbrengen van Servische auteurs en instellingen enerzijds en Oekraïense uitgevers anderzijds heeft hij bijgedragen tot de realisatie van een groot aantal vertalingen, studies en tentoonstellingen. Aan het Instituut voor Filologie in Kiev organiseerde hij conferenties over de Servische schrijver Dragoslav Mihailović (24 april 2008) en over Slavische fantastische literatuur (11–12 mei 2012; 24 oktober 2014), evenals discussiegesprekken onder de auteurs van de jaarlijkse Ukras-papers.

## Werk

### Conferenties en projecten
Hij nam deel aan talrijke conferenties en congressen in Servië, Kroatië, Macedonië, Bulgarije, Wit-Rusland, Oekraïne, Rusland, Polen, Slovakije, Slovenië, Oostenrijk en Italië, en aan vijf Internationale Slavistencongressen (1993, 1998, 2003, 2008, 2013). Als onderzoeker nam hij deel aan onderzoeksprojecten van het Ministerie van Wetenschap van de Republiek Servië: "Comparatieve studies van Servische literatuur (in Europese context)” (2006–2010, nr. 148018) aan het Instituut voor Literatuur en Kunst, en “Volkscultuur van de Serviërs tussen Oost en West” (2011–2016, nr. 177022) aan het Instituut voor Balkanstudies van de Servische Academie voor Wetenschappen en Kunsten. Hij was betrokken bij het internationale project “Het waardensysteem van de Serviërs en hun buren” EUROJOS (2009–2015), dat geleid werd door Jerzy Bartminski.

### Publicaties
Het eerste folkloristische artikel van Dejan Ajdačić verscheen in 1983. Zijn wetenschappelijke publicaties nemen toe vanaf 1990. Hij publiceerde artikels in het Servisch, Bulgaars, Pools, Oekraïens, Russisch, Engels en Italiaans. Hij schreef negen boeken in het Servisch, één woordenboek en vijf boeken in het Oekraïens, en 249 wetenschappelijke bijdragen. Een aantal artikels zijn geherpubliceerd in verschillende uitgaven en verschillende talen. De onderwerpen van de wetenschappelijke artikels van Ajdačić vallen onder de algemene thema’s van de bundels en jaarboeken die hij uitgeeft. Presentaties op wetenschappelijke conferenties maken ongeveer een derde van zijn bijdragen uit.
De mondelinge literatuur van de Serviërs was het onderwerp van het vroege werk van Dejan Ajdačić. Met het beheer van zeldzame volksliteraire werken als bibliothecaris breidde hij zijn wetenschappelijke interesse uit naar de volkscultuur van de Balkan-Slaven. Teksten gewijd aan folkloristiek werden gevolgd door artikels over het oeuvre van Vojislav M. Jovanović, zijn bibliotheek en de handschriften in zijn nalatenschap. In de jaren ’90 bracht hij een aantal literaire studies uit, alsook studies op het raakvlak tussen literatuur en volkscultuur in een breder Slavisch perspectief; in de laatste jaren van die periode publiceerde hij ook in etnolinguïstiek en over lexicale en fraseologische thema’s. 

### Vertalingen
Ajdačić heeft vertaald (overwegend filologische artikelen) uit het Pools, Oekraïens, Italiaans, en Bulgaars. Uit het Oekraïens vertaalde hij ook meerdere literaire teksten. 

### Uitgeverschap
Als student was Dejan Ajdačić lid van het redactiecomité van het tijdschrift "Znak" (Teken, 1983), en later van het tijdschrift "Književna reč" (1995). Hij is de oprichter en hoofdredacteur van het folkloristisch-etnolinguïstische tijdschrift "Kodovi slovenskih kultura" (Codes van de  Slavische culturen), dat bijdragen in het Russisch en Servisch verenigt (sinds 1996 kwamen tien themanummers uit, resp. over: planten, eten en drank, bruiloft, lichaamsdelen, landbouw, kleuren, kinderen, vogels, de dood, vuur). Hij is de stichter en editor van de periodieke “Oekraïens-Servische reeks Ukras” (8 bundels sinds 2006) in het Oekraïens. Sinds 1999 is hij hoofdbeheerder van Project Rastko, een digitale bibliotheek van Servische cultuur en cultureel netwerk, opgericht door toneelschrijver Zoran Stefanović.
Hij is editor van ruim twintig thematische artikelbundels in het gebied van de Slavistiek (over erotiek, dystopie, mirakels, oudtestamentische legenden, fantastische literatuur, het lichaam, Tesla, Venetië, Kiev, culturele waarden in taal enz.), die zijn uitgegeven in Belgrado, Krakau en Kiev. Hij is samensteller van een anthologie van modern Servisch toneel in het Oekraïens ("Novitnia serbs’ka dramaturgiia", 2006), en van artikelenbundels van Vojislav M. Jovanović (1997, 2001), Novak Kilibarda (drie boeken 1998, 2001), Mikola Rjabcuk (2003), Darko Suvin (2009), Per Jakobsen (2010) en Jerzy Bartminski (2011).
Tijdschriften en bundels onder redactie van Dejan Ajdačić bevatten bijdragen van 430 auteurs, uit Oekraïne, Servië, Polen, Rusland, Bulgarije, Kroatië, Italië, Macedonië, enz.
Hij is redactielid, lid van het redactiecomité of reviewer voor een aantal tijdschriften in Bulgarije, Polen en Servië, en lid van het Comité voor Etnolinguïstiek en het Comité voor Folkloristiek bij het Internationaal Slavistencomité. 